# のぶみ
のぶみ（1978年〈昭和53年〉4月4日 - ）は、日本の絵本作家。代表作に「ぼく、仮面ライダーになる！」や「しんかんくん」、「ママがおばけになっちゃった！」といったシリーズがある。「うちのウッチョパス」はNHK教育でアニメ化された。「おかあさんといっしょ」の歌「おしりフリフリ」、「おっとっとのオットセイ」などの作詞も担当した。

## 来歴・人物

### 生い立ち
東京都品川区出身で、実家はプロテスタントの教会。少年時代はいじめを受けたり不登校になったり、自殺をしようとしたこともあったといい、その経験から自身はいじめを行うようなことは絶対にしないと語っている。中学時代は引きこもりで不登校だったという。
高校時代は仲間と悪ふざけをして人気のない小学校のプールに侵入したり、神社の敷地でいたずらをしたりして複数回補導されていたというが、逮捕されたことはなく前科もないという。後年に『暴走族 絵本作家になる』という自伝を出版し、プロフィールに池袋連合総長と記載することもあったが、「総長」はあだ名で実際は不良グループだったという。

### 絵本作家へ
高校卒業と同時に不良を辞め、日本児童教育専門学校に進学。1999年2月発行の『ぼくとなべお』でデビューするが、2007年の『しんかんくんうちにくる』までなかなか作品が売れなかった。後年、絵本を書く熱意はどこから来るのかと質問された際、自身の子供達に喜んで貰いたい思いからと語り、「身近な人を喜ばせられないで、みんなを喜ばすことなんてできませんから。だからこれまでに1万作はボツになってますよ（笑）。才能じゃなくて、ただ描くのが好きなんです」とインタビューに答えている。
2011年、他の漫画家と共同で東日本大震災チャリティ同人誌『pray for Japan』で執筆。震災から約2週間後のボランティア体験をまとめたエッセイ漫画『上を向いて歩こう!』（講談社）を刊行。翌2012年には森川ジョージがこれを原作とした『会いにいくよ』を、『週刊少年マガジン』2012年31号から短期集中連載した。また、同年には復興チャリティアイドル「あたまがふくしまちゃん」をデザインする。
一方でEXILE・USA著「ダンスアース」シリーズ（木楽舎）のイラストも担当し、2015年には内閣府子ども・子育て支援新制度（すくすくジャパン）のシンボルマーク制作に無償で協力。同年に出版した『ママがおばけになっちゃった』は、賛否両論を呼ぶもののベストセラーとなる。2016年には知人の全盲のカメラマン大平啓朗が製作した、世界初となる手話・字幕・音声ガイド付MV「プリチュー」の挿絵イラストにも協力した。2016年時点で絵本は170冊以上出版され、『ママがおばけになっちゃった』は累計54万部に達した。

### 活動の展開
2016年には「情熱大陸」に出演し、『いのちのはな』の制作過程が取り上げられた。同年8月には、シンガポールで話題となった「ママがスマホばっかりみてるから、ぼくはスマホになりたい」という小学生の作文を元にした絵本『ママのスマホになりたい』を刊行した。また、キングコングの西野亮廣とはニコ生チャンネル「会議を見せるテレビ」を配信している。2017年、2018年には「世界一受けたい授業」にも出演し、国語の先生として家族で読みたい絵本や、2018年に読みたい絵本を紹介した。
2018年に作詞した楽曲「あたしおかあさんだから」がHuluの番組「だい！だい！だいすけお兄さん!！」において横山だいすけにより披露されたが批判を浴び（作詞の評価参照）、動画の該当部分は削除された。この余波で仕事が激減したのぶみは、「達成しなかったら絵本作家引退！絵本を買う事ができない子どもたちに届けたい！」というクラウドファンディングをCAMPFIREで実施し、148%の資金を集めた。
2019年には幻冬舎ルネッサンス新社の「子育て絵本大賞」で選考委員長を、幻冬舎グループ主催となった2022年の第2回「絵本コンテスト」では特別審査員を務めている。また、「胎内記憶」をテーマにした絵本も執筆。2020年からはYouTubeチャンネルも公開した。なお、Tokyo FMの番組「サステナ*デイズ」では子どもが描いた絵を絵本にまとめる企画で絵本制作を担当し、2021年4月に公開されている。

## 作風・評価

### 制作スタイル
自身の息子をモデルにした「かんたろう」、娘をモデルにした「アンちゃん」というキャラクターをいろいろな作品に登場させている。「絵本の場合はエンドユーザーである母子の声を直接聞くことが大切」と考えており、作品を作る際には多くの人に読み聞かせを実施し、そこで得られた意見を踏まえて修正を重ねている。制作には半年をかけ、読み聞かせは2000回に及ぶという。「いのちのはな」は3000回以上読んでもらい、制作に9か月かけた。

### 絵本の評価
『ママがおばけになっちゃった！』は「Amazonランキング大賞2015（年間ランキング）」の絵本部門で1位、和書部門で13位となり、絵本雑誌『MOE』の第8回MOE絵本屋さん大賞2015では第6位、キノベス!2016でも第9位になった。2015年に話題となった同作はシリーズが3作制作され、2016年にはシリーズ累計54万部を超えている。
家庭文庫「子どもの本の家ちゅうりっぷ」主宰の神保和子は、「幼い子どもの発達段階や心理」に配慮できておらず「母子分離不安をあおる」と問題視している。講談社によると同作は賛否両論を呼び、Amazonのレビュー評価も両極端であった。涙やユーモアを交えて母の死をわかりやすく子供に伝えているとされ、本屋で同作を読んだ際に「娘が大泣きしながら『これ買って』と訴えてきた」という母親の声もある。
剣淵町絵本の館が実施している「けんぶち絵本の里大賞」では、2012年に『ぼく、仮面ライダーになる！フォーゼ編』で「アルパカ賞」を、2016年には『ママがおばけになっちゃった！』で「びばからす賞」を受賞し、2017年に『さよなら ママがおばけになっちゃった！』で大賞を受賞した。また、「わかやま絵本大賞2017」では『あたまのうえのかみさま』で大賞を受賞している。

### 作詞の評価
ネット動画配信サービスHuluの番組「だい！だい！だいすけお兄さん!！」の2018年2月2日放送回で発表された、のぶみが作詞し横山だいすけが歌唱した楽曲「あたしおかあさんだから」は、「母親の自己犠牲を賛美」、「母親に我慢や自己犠牲を一方的に強いている」といった批判を浴び、動画の該当部分は削除された。他方、「泣きました。解（わか）ってくれる人もいるんだなと感じた」という声があり、のぶみは「あるべき母親像を押しつけたつもりはまったくない」と語っている。

## 作品

### 絵本作品
- 講談社
  - 「ぼくと」シリーズ
    - 『ぼくとなべお』1999年、ISBN 4062095521。
    - 『ぼくと0てんマン』1999年、ISBN 406209830X。
    - 『ぼくとでんしゃやまだくん』1999年、ISBN 4062099489。
    - 『ぼくとちゅっのたね』2000年、ISBN 4062101491。

  - 「ぼく、仮面ライダーになる!」シリーズ〈講談社の創作絵本〉
    - 『ぼく、仮面ライダーになる!』2010年、ISBN 978-4061324213。
    - 『ぼく、仮面ライダーになる! オーズ編』2010年、ISBN 978-4061324503。
    - 『ぼく、仮面ライダーになる! フォーゼ編』2011年、ISBN 978-4061324862。
    - 『ぼく、仮面ライダーになる! ウィザード編』2012年、ISBN 978-4061325272。
    - 『ぼく、仮面ライダーになる! ガイム編』2013年、ISBN 978-4061325609。
    - 『ぼく、仮面ライダーになる! ドライブ編』2014年、ISBN 978-4061325951。
    - 『ぼく、仮面ライダーになる! ゴースト編』2015年、ISBN 978-4061332775。
    - 『ぼく、仮面ライダーになる! エグゼイド編』2016年、ISBN 978-4061333116。
    - 『ぼく、仮面ライダーになる! ビルド編』2017年、ISBN 978-4061333420。
    - 『ぼく、仮面ライダーになる! ジオウ編』2018年、ISBN 978-4065136393。
    - 『ぼく、仮面ライダーになる! ゼロワン編』2019年、ISBN 978-4065176054。
    - 『ぼく、仮面ライダーになる! セイバー編』2021年、ISBN 978-4065221204。

  - 「よわむしモンスターズ」シリーズ〈講談社の幼児えほん〉、NHKエディケーショナル 共著
    - 『よわむしモンスターズ』2013年、ISBN 978-4061991125。
    - 『よわむしモンスターズ2』2013年、ISBN 978-4061991149。

  - 「ママがおばけになっちゃった!」シリーズ〈講談社の創作絵本〉
    - 『ママがおばけになっちゃった!』2015年、ISBN 978-4061332676。
    - 『さよなら ママがおばけになっちゃった!』2016年、ISBN 978-4061332942。
    - 『ママがおばけになっちゃった! ぼく、ママとけっこんする!』2017年、ISBN 978-4061333291。

  - その他〈講談社の創作絵本〉シリーズ
    - 『バスたろうはじめてのうんてん』2009年、ISBN 978-4061323964。
    - 『ぼくんちのティラノサウルス』2010年、ISBN 978-4061324305。
    - 『ハラヘッターとチョコリーナ』2013年、ISBN 978-4061325470。
    - 『きのこほいくえん』2014年、ISBN 978-4061325814。
    - 『トッキュウジャーかぞく』2014年、ISBN 978-4061325739。
    - 『ニンニンジャーかぞく』2015年、ISBN 978-4061332607。
    - 『ジュウオウジャーかぞく』2016年、ISBN 978-4061332928。
    - 『ともだちドロボウ』2018年、ISBN 978-4065124949。

  - その他〈講談社の幼児えほん〉シリーズ
    - 『ねえ、あそぼ!3さいのキャロッとさん』2010年、ISBN 978-4061991088。
    - 『ねえ、あそぼ!2さいのパンダちゃん』2010年、ISBN 978-4061991071。

  - その他
    - 『のぶみ1号』2001年、ISBN 4062104725。
    - 『きおくのおうさま えをみてこたえるえほん』2004年、ISBN 4062121263。

- あかね書房
  - 「はなちゃん」シリーズ
    - 『はなちゃんすんごい』〈はなちゃんえほん 1〉2001年、ISBN 4251009819。
    - 『はなちゃんおめでと』〈はなちゃんえほん 2〉2001年、ISBN 9784251009821。
    - 『はなちゃんだいすき』〈はなちゃんえほん 3〉2001年、ISBN 4251009835。
    - 『はなちゃんのクリスマス』〈はなちゃんえほん 4〉2001年、ISBN 4251009843。

  - 「しんかんくん」シリーズ〈あかね・新えほんシリーズ〉
    - 『しんかんくんうちにくる』2007年、ISBN 978-4251009531。
    - 『しんかんくんのパンやさん』2008年、ISBN 978-4251009623。
    - 『しんかんくん ひっこしする』2009年、ISBN 978-4251098429。
    - 『しんかんくんけんかする』2010年、ISBN 978-4251098443。
    - 『しんかんくんのクリスマス』2011年、ISBN 978-4251098535。
    - 『しんかんくんとあかちゃんたち』2012年、ISBN 978-4251098603。
    - 『しんかんくん でんしゃのたび』2013年、ISBN 978-4251098672。

- ひかりのくに
  - 「いつでもいっしょどこでもいっしょ」〈まるごとひゃっかシリーズ〉、NCID BA80391762
    - 『0さいまるごとひゃっか』2006年、ISBN 978-4564010507。
    - 『1さいまるごとひゃっか』2006年、ISBN 978-4564010514。
    - 『2さいまるごとひゃっか』2006年、ISBN 978-4564010521。
    - 『3さいまるごとひゃっか』2007年、ISBN 978-4564010552。

  - 「ものしりずかん」シリーズ
    - 『ものしりのりものずかん ― ドーナツきょうだいといっしょ』2009年、ISBN 978-4564242199。
    - 『ものしりたべものずかん ― きかんしゃパンといっしょ』2009年、ISBN 978-4564242182。
    - 『ものしりどうぶつずかん ― ぶたバスといっしょ』2009年、ISBN 978-4564242175。

  - 「いつでもいっしょ知育えほん」シリーズ〈まるごとひゃっかシリーズ〉
    - 『1さい あいうえお・かず まるごとひゃっか』2010年、ISBN 978-4564010583。
    - 『2さい あいうえお・かず まるごとひゃっか』2010年、ISBN 978-4564010590。

  - 「知育まるごとひゃっか」シリーズ〈いつでもいっしょ知育えほん〉
    - 『3さい知育まるごとひゃっか ― あいうえお・かず・ずかん』共著、イラスト担当、2012年、ISBN 978-4564010675。
    - 『4さい知育まるごとひゃっか ― もじ・かず・かんじ・えいご・ずかん』共著、イラスト担当、2012年、ISBN 978-4564010699。

  - 「のぶみのなあにかな?」シリーズ
    - 『のぶみどうぶつなあにかな?』2014年、ISBN 978-4564242489。
    - 『のぶみのたべものなあにかな?』2014年、ISBN 978-4564242496。
    - 『のぶみのりものなあにかな?』2014年、ISBN 978-4564242502。

  - 「うんこちゃん」シリーズ
    - 『うんこちゃん』2015年、ISBN 978-4564018626。
    - 『うんこちゃん ようちえんへいく』2016年、ISBN 978-4564018770。
    - 『うんこちゃんけっこんする』2017年、ISBN 978-4564018800。

  - その他
    - 『つちのなかのもぐらでんしゃ』2008年、ISBN 978-4564018268。
    - 『ヘラクレスオオカブトムシのいちばんくん』2009年、ISBN 978-4564018305。
    - 『きょうりゅうようちえん』2014年、ISBN 978-4564018572。
    - 『イルカようちえん』2013年、ISBN 978-4564018510。

- KADOKAWA
  - 「ウッチョパス」シリーズ
    - 『うちのウッチョパス』2018年、ISBN 978-4041063828。
    - 『ウッチョパスのカレーライス』2018年、ISBN 978-4041070970。
    - 『うちのウッチョパス アニメだいずかん』2018年、ISBN 9784041065792[23]

  - その他
    - 『いのちのはな』2016年、ISBN 978-4041050552。
    - 『おこらせるくん』2017年、ISBN 978-4041058008。
    - 『ぽっちゃりマン』2019年、ISBN 978-4041087657。
    - 『えらんで!』2019年、ISBN 978-4041070987。
    - 『パンダのパンツちゃん』2021年、ISBN 978-4047363830。

- えほんの杜
  - 「おひめさまようちえん」シリーズ
    - 『おひめさまようちえん』2009年、ISBN 978-4904188033。
    - 『おひめさまようちえんのにんぎょひめ』2010年、ISBN 978-4904188071。
    - 『おひめさまようちえんと はくばのおうじさま』2011年、ISBN 978-4904188101。
    - 『おひめさまようちえんのアイドル』2014年、ISBN 978-4904188293。

  - その他
    - 『にんげんごみばこ』2008年、ISBN 978-4904188019。
    - 『あたし、パパとけっこんする!』2012年、ISBN 978-4904188156。
    - 『あたしようせいにあいたい』2013年、ISBN 978-4904188231。

- 主婦の友社
  - 「るんた」シリーズ〈主婦の友はじめてブックシリーズ〉
    - 『るんたのおねつ』2005年、ISBN 4072434124。
    - 『るんたのはみがき』2006年、ISBN 4072434299。

  - 「赤ちゃんと」シリーズ〈主婦の友はじめてブックシリーズ〉
    - 『赤ちゃんと話そう』2003年、ISBN 4072387533。
    - 『赤ちゃんと遊ぼう おててで話す絵本』2004年、ISBN 9784072387603。
    - 『赤ちゃんが泣いたら おててで話す絵本』2004年、ISBN 9784072387764。
    - 『愛蔵版 赤ちゃんと話そう』〈主婦の友はじめてブックシリーズ〉2008年、ISBN 978-4072658048。

- 教育画劇
  - 「かばたろう」シリーズ〈パズルえほん〉
    - 『かばたろうののりものごっこ』2005年、ISBN 4774606677。
    - 『かばたろうのどうぶつえほん』2005年、ISBN 4774606685。
    - 『かばたろうのごちそうペロリ』2005年、ISBN 4774606669。

  - その他
    - 『おおかみかめんときつねどん』2005年、ISBN 477460657X。
    - 『どうしたの』内田麟太郎 文、のぶみ 絵、2006年、ISBN 4774607029。

- 東京ニュース通信社
  - 『3ぷんでねむくなるえほん』2021年、ISBN 978-4065250662。- 竹内エリカ 監修
  - 『パンタン6ぴき いうこときかない』〈TOKYO NEWS BOOKS〉2021年、ISBN 978-4065260524。
  - 『きみはすばらしい いまのアリとキリギリス』〈ビッグブック〉2022年、ISBN 978-4065275559。- のぶみ・武田双雲 共著
  - 『胎内記憶図鑑』2022年、ISBN 978-4065276600。- のぶみ・池川明 共著、池川明 監修
  - 『ぼくのトリセツ』2022年、ISBN 978-4065295052。- 竹内エリカ 監修
  - 『神さまのおなら』2022年、ISBN 978-4065308448。- 武田双雲・のぶみ 共著
  - 『ご先祖さまからきみへ』〈TOKYO NEWS BOOKS〉2023年、ISBN 978-4065306741。
  - 『猫、おすしやさんになる』〈ビッグブック〉2023年、ISBN 978-4065316030。
  - 『爆弾になったひいじいちゃん』〈TOKYO NEWS BOOKS〉2023年、ISBN 978-4065331026。
  - 『胎内記憶図鑑2 宇宙編』、2024年、ISBN 978-4065367452。- 池川明 監修

- 幻冬舎
  - 『3日間の日記』2001年、ISBN 4344000668。
  - 『しかけのないしかけえほん』2016年、ISBN 978-4344978584。
  - 『おにごっこできるえほん』2017年、ISBN 978-4344979192。
  - 『からだをうごかすえほん』2018年、ISBN 978-4344979741。
  - 『さらう宇宙人図鑑』2020年、ISBN 978-4344930278。
  - 『ひめちゃんのマスク』2020年、ISBN 978-4344930261。

- サンマーク出版
  - 『あたまのうえのかみさま』2016年、ISBN 978-4763135537。
  - 『サンタパスポート』2016年、ISBN 978-4763135780。
  - 『このママにきーめた！』2017年、ISBN 978-4763136428。
  - 『うまれるまえにきーめた!』2019年、ISBN 978-4763137500。

- WAVE出版
  - 『でんしゃマン』〈えほんをいっしょに。12〉2014年、ISBN 978-4872909128。
  - 『おばかおおかみママになる！』〈えほんをいっしょに。15〉2015年、ISBN 978-4872909227。
  - 『ねこいぬちゃん』〈えほんをいっしょに。16〉2015年、ISBN 978-4872909234。
  - 『にっぽんしょうがっこう」〈えほんをいっしょに。17〉2016年、ISBN 978-4872909241。
  - 『ママのスマホになりたい』2016年、ISBN 978-4872909463。

- 新潮社
  - 『しあわせなひと』2000年、ISBN 4104401013。
  - 『とりおとこ』2000年、ISBN 4104401021。
  - 『きみがすきだから』2000年、ISBN 4104401048。
  - 『それがぼくだから』2000年、ISBN 410440103X。

- 小学館
  - 『にじこしいいんちょう 1』〈Big spirits comics special〉2002年、ISBN 4091794513。[62]
  - 『にじこしいいんちょう 2』〈Big spirits comics special〉2002年、ISBN 4091794521。[63]
  - 『ことば記念におくる絵本 ねずみのチュウ』2004年、ISBN 4097276026。
  - 『ごりらかあさん』2018年、ISBN 978-4097268215。

- PHP研究所
  - 『おえかきしたいえのぐちゃん』〈PHPにこにこえほん〉2007年、ISBN 978-4569687414。
  - 『毎日のんびり子育て パパは、絵本作家』2012年、ISBN 978-4569800479。

- そうえん社（草炎社）
  - 『あかちゃんおうさま』〈そうえんしゃ・日本のえほん 2〉2005年、ISBN 488264231X。
  - 『とっきゅうでんしゃのつくりかた』〈そうえんしゃ・日本のえほん 10〉2007年、ISBN 978-4882642398。

- 学習研究社、学研プラス
  - 『みかん小学校こたつ組』学習研究社、2001年、ISBN 4052014197。
  - 『ムーフと99ひきのあかちゃん』学研プラス、2012年、ISBN 978-4052036446。
  - 『ぼうけんのめいさくたからばこ わくわくドキドキのお話がいっぱい!全15話』共著、学研教育出版、2013年、ISBN 9784052036170。[注 7]

- 白水社
  - 『にんじんばんちょう』2000年、ISBN 459273176X。

- 大和書房
  - 『ぼくでよかった 新かんかく絵本 2001ねんのぶみプロダクション作品』2001年、ISBN 4479670394。

- 佼成出版社
  - 『おばけちゃんのバア! 赤ちゃんが笑ってくれる絵本』2006年、ISBN 4333021960。

- 岩崎書店
  - 『いぬかって!』〈レインボーえほん 5〉2006年、ISBN 4265069754。

- ART BOXインターナショナル
  - 『ホネのことならガイコツマン』〈Art box gallery〉2007年、ISBN 978-4872987737。

- くもん出版
  - 『こくはくします!』もとしたいづみ 文、のぶみ 絵、2007年、ISBN 978-4774312194。

- 扶桑社
  - 『ハンバーガーちゃんのおみせやさん』2009年、ISBN 978-4594060053。

- 文溪堂
  - 『ちゅーりっぷこうえんのブランコちゃん』2007年、ISBN 978-4894235229。

- ティー・オーエンタテインメント
  - 『あたまがふくしまちゃん』宮田健吾 共著、2013年、ISBN 978-4864721486。

- アリス館
  - 『きょうりゅうといぬどっちがつよい?』ひすいこたろう 共著、2015年、ISBN 978-4752007197。

- ハッピーオウル社
  - 『おしりフリフリ』中川ひろたか 文、のぶみ 絵、2017年、ISBN 978-4902528602。

- 青春出版社
  - 『かみさま試験の法則 つらい時ほど、かみさまはちゃんと見てる』2018年、ISBN 978-4413112512。

- 永岡書店
  - 『おもしろ おべんきょモンスター』2019年、ISBN 978-4522437650。

- マキノ出版
  - 『とじこめられた!』〈あたまがよくなるえほん〉2020年、ISBN 978-4837673149。共著（謎担当 - こうたみ、りん）。

- 練馬区
  - 「I Love 練馬あるある」（広報キャンペーン「よりどりみどり練馬」）][64]

- Tokyo FM
  - 「SDGs絵本プロジェクト『みんなのうみ』」[53][54]

### 映像作品
- NHK教育「おかあさんといっしょ」中のアニメ作品
  - 「ぼくのともだち」[24]
  - 「よわむしモンスターズ」[65]
  - 「げんしじんちゃん」[2]
- NHK教育「みいつけた!」中のアニメ作品
  - 「おててえほん」[2][65]
- NHK教育「うちのウッチョパス」[22]
- NHK教育「ガギグゲゴーゴーギンガクン」[24]

### コミック
- 『夢って叶うじゃん!』2008年、ISBN 978-4072612323。- エッセイコミック[5]
- 『上を向いて歩こう!』講談社、2011年、ISBNISBN 978-4062171663。- エッセイコミック[66]
- 『会いにいくよ』講談社〈講談社コミック〉、2011年、ISBNISBN 978-4-06-395041-0。- のぶみ 原作、森川ジョージ 著[15]
  - 本作品は森川自身の持ち込みで2012年7月4日発売の『週刊少年マガジン』から5回連載され[16][17]、赤松健や久保ミツロウ、瀬尾公治、にしもとひでお、福本伸行、真島ヒロ、山本航暉、吉河美希、雷句誠が作画協力した[15]。

### イラスト
- EXILE・USA 著「ダンスアース」シリーズ、木楽舎
  - 『ダンスアース』2012年、ISBN 978-4863240476。
  - 『ダンスアース2』2013年、ISBN 978-4863240636。
- その他
  - 『すごい人ほどぶっとんでいた! オタク偉人伝』 小川晶子 著、2021年、アスコム、ISBN 978-4776211150。
  - 『にてる!』 梅田直樹 共著、ワニブックス、2011年、ISBN 978-4847019821。
  - 2016年、知人の全盲のカメラマン大平啓朗が製作した、世界初となる手話、字幕、音声ガイド付MV「プリチュー」の挿絵イラストに協力[36]

### デザイン
- 復興チャリティアイドル「あたまがふくしまちゃん」[31]（2012年より、あたまがふくしまちゃん実行委員会が運営。2018年からは福島県授産事業振興会による管理）[32]
- 愛知県瀬戸市キャラクター「せとちゃん」[67]
- 内閣府「子ども・子育て支援新制度（すくすくジャパン）」シンボルマーク、2015年[34]。

### 作詞

#### おかあさんといっしょ
- 「おしりフリフリ」（中川ひろたか 作曲）[68]-「おかあさんといっしょ」の当時の年間月歌人気ランキングで1位。[24]
- 「パパパ」（中川ひろたか 作曲）[69]
- 「おっとっとのオットセイ」（村治崇光 作曲）[70]-「おかあさんといっしょ」の当時の年間月歌人気ランキングで1位。[24]
- 「ブラブラせいじん」（谷口國博 作曲）[71]
- 「コチョコチョむしのコチョたろう」（谷口國博 作曲）[72]

#### その他
- 「へびダンス」（中川ひろたか 作曲）[73]
- 「めがねおじさん」（中川ひろたか 作曲）[74]
- 「あたしおかあさんだから」（のぶみ 作詞、横山だいすけ 歌、ネット動画配信サービスHuluの番組「だい！だい！だいすけお兄さん!！」2018年2月2日放送）[44][43]

### 自伝
- 『「自分ルール」でいこう!』角川グループパブリッシング、2008年、ISBN 978-4048850056。
- 『暴走族 絵本作家になる』ワニブックス〈ワニプラス〉、2010年、ISBN 978-4847019159。
  - タイトルには「暴走族」とあるが実際は不良グループ[21][27]であり、その後「暴走族」ではないと否定している[27]。

## 成績

### 受賞
- 2012年 - けんぶち絵本の里大賞 アルパカ賞『ぼく、仮面ライダーになる！フォーゼ編』[7]
- 2016年 - けんぶち絵本の里大賞 びばからす賞『ママがおばけになっちゃった！』[8]
- 2017年 - けんぶち絵本の里大賞 大賞『さよなら ママがおばけになっちゃった！』[9][10]
- 2017年 - わかやま絵本大賞 大賞『あたまのうえのかみさま』[11]

### その他の成績
- 2015年 - Amazonランキング大賞（年間ランキング）「絵本部門」1位・「和書部門」13位『ママがおばけになっちゃった！』[55]
- 2015年 - MOE絵本屋さん大賞 第6位『ママがおばけになっちゃった！』[56]
- 2016年 - キノベス! 第9位『ママがおばけになっちゃった！』[57]